# Олександр Август Чумаков
Олександр Август Чумаков (о. Олесь Август Чумаков СДБ; 28 березня 1958, Одеса — 9 червня 2022) — священник Української греко-католицької церкви, монах Салезіянського згромадження, суспільний діяч, учасник дисидентського руху, публіцист, блогер. Фахівець в області російської класичної літератури і культури срібної доби, вчитель літератури, педагог. Засновник та керівник організації допомоги безпритульним дітям «Світлий Дім». Духівник Львівської духовної семінарії Святого Духа.
Останні роки відійшов від активної участі в суспільному житті у зв'язку зі станом здоров'я і переважно вів медіа-діяльність як катехизатор на «Радіо Марія», лектор, дописувач у інтернет-виданні «CREDO», часописі «Патріархат» тощо. А також як духовний опікун і наставник студентського руху «Вільний простір».

## Біографія
Народився 28 березня 1958 року в Одесі у родині моряка: батько працював на торгових суднах старшим механіком. Мама — українка, батько — донський козак із репресованої родини. Бабця пережила Голодомор.
Велику роль у формуванні особистості відіграли дві бабці та дідо, які оточували несамовитим теплом і переказували традиції. Разом вони читали вголос казки Андерсена, братів Грімм, грали настільні ігри тощо. Тому, зі слів о. Чумакова: «такий темний світ радянського союзу, який був зовні, повністю компенсувався світлом сім'ї, родини…»
З 1972 року брав участь у дисидентському русі. Про підпільну діяльність радився з дідом, який переймався за Олександра, оскільки йому довелося пройти через підвали НКВД. Діячі одеського дисидентства, такі як Гліб Павловський, В'ячеслав Ігрунов, Петро Бутов, Олександр Кантор, Поліна Брейтор, були його найближчими людьми і мали суттєвий вплив на формування о. Олександра в юності.
З 1972 року усвідомлював себе християнином-католиком, відвідував одеський костел Св. Апостола Петра (тепер Мала папська базиліка). Брав участь у русі нелегального християнського руху «Нове молодіжне християнське відродження», товаришував з багатьма активними християнами цієї доби. У 18 років прийняв хрещення. Духовну опіку над о. Олександром весь час здійснював отець Тадеуш Хоппе, салезіянин. У 1979 році підпільно став монахом-салезіанином на ім'я Август. Офіційно прилюдно склав монаші обіти в Салезіянській Конгрегації в санктуаріумі у Червінську (Польща) у 1988 році.
Після закінчення філологічного факультету Одеського університету ім. І. Мечнікова і захисту дипломної роботи «Пародійні мотиви в ліриці Саши Чорного» працював науковим співпрацівником в Одеському музеї західного і східного мистецтва. Також працював в одеській школі № 80 у спеціалізованих (літературних) старших класах, утім через конфлікт із КДБ і неприховану релігійну активність довелося залишити педагогічну працю. Деякий час, після додаткової психологичної освіти, працював психологом-консультантом у відділенні неврозів в Обласному психоневрологічному диспансері.
У 1988 році розробив програму «Милосердя юності» і заснував перший недержавний «Телефон довіри» для молоді при благодійному фонді ім. Гааза. Завдяки «телефонові довіри» люди невротичні й депресивні залучалися до суспільно-корисної діяльності й волонтерської праці. Довкола телефону створювалися різноманітні благодійні команди та ініціативи, зокрема й Центр соціально-психологічної допомоги для молоді.
У 1989 році розпочинає навчання у Вищій салезіянський духовній семінарії при Папській духовній академії у Кракові, яке триває до 1995 року.
1996 року Олександр Чумаков заснував недержавний благодійний притулок «Світлий Дім» і однойменний фонд допомоги знедоленим дітям, підліткам та юнацтву. Залишався керівником організації до 2010 року. «Світлий дім» розміщувався у старому дитячому садочку і утримував постійно 40–50 дітей в теплу добу і до сотні дітей взимку. Силами волонтерів і небайдужих людей відшуковував безпритульних дітей в місті: на теплотрасах, під каналізаційними люками і приймав тих, хто сам приходив. У притулку їх годували, мили, лікували, займали розвитковими іграми і навчанням. Основні завдання фонду полягали в тому, щоб пробудити суспільство і солідаризуватися, аби допомогти дітям вижити в несприятливих суспільних умовах, дати ради з їхніми особистими проблемами, інтегруватися в соціум, відновити документи, опанувати грамоту і підготувати їх до вступу в професійні училища. Загалом «Світлий дім» допоміг понад трьом тисячам соціально незахищених дітей.
Сам о. Олександр присвятив 15 років свого життя в безперервній цілодобовій праці на користь безпритульним дітям, разом з якими проживав у притулку, та всьому «Світлому дому». Також «Світлий дім» був одним із осередків українського громадського життя в Одесі. Навколо дому гуртувалися журналісти, волонтери, активісти та інші суспільні діячі та небайдужі люди. Тут зароджувалися різноманітні соціально-корисні проєкти, проходили семінари, стажувалися студенти-педагоги та журналісти. На практику приїжджали студенти з різних університетів декількох штатів США, зокрема Масачусетса, Північної Дакоти, тощо.
У 2010 році на вимогливу пропозицію Салезіянської Конгрегації переїжджає до Львова, де стає духівником Львівської духовної семінарії Святого Духа, а також духівником організації «Українська молодь — Христові». Згодом, ще й стає духівником молодіжної організації «Вільний простір».
У 2011 році рукоположений в сан єромонаха.
У 2013/14 році стан здоров'я Олександра погіршується: майже пів року він перебуває у лікарні у критичному стані. Після того він змушений покинути посаду духівника семінарії і оселяється в салезіянському монастирі, де засновує парафіяльну газету «Покровська брама». У 2016 році здоров'я погіршується і він змушений повернутися до Одеси для лікування. Але попри хворобу активно займається просвітництвом та проповідуванням, проводить духовні вправи і розвиває блогерську активність. Отець Олександр Олесь Август стає постійним катехизатором на «Радіо Марія», дописує у інтернет-виданні «CREDO», часописі «Патріархат» та інших виданнях. Також записує цикл лекцій про твір Михайла Булгакова «Майстер і Маргарита».
Крім того о. Олександр продовжує на відстані опікуватись студентською спільнотою «Вільний простір», яку сам вважає і часто іменує «своєю лебединою піснею».
У 2020 році важко переносить коронавірусну хворобу. Перебуваючи в лікарні починає сповідувати людей, що знаходяться в передсмертному стані. Для о. Олександра його одужання було дивом, тому своїм духовним дітям він постійно повторює слова Річарда Баха: «Досить легко розпізнати, чи закінченою є твоя місія на цій землі. Якщо ти ще живий — вона триває».

## Відзнаки
У липні 2020 року о. Олександру вручили почесну відзнаку (від Львівської обласної ради) пам'яті блаженного священномученика отця Омеляна Ковча за подвижницьку працю засновника притулку для знедолених дітей «Світлий дім» у м. Одесі, за духовний супровід братів семінаристів Львівської Духовної Семінарії Св. Духа, а також за працю над культурно-мистецькою парафіяльною газетою «Покровська брама».